# Zoom (Spielfilm)
Zoom ist ein deutscher Spielfilm von Otto Alexander Jahrreiss aus dem Jahr 2000, produziert von VEGA FILM, Berlin. In Deutschland feierte der Kinofilm Premiere am 8. Februar 2001 auf den Internationalen Filmfestspielen Berlin, die Weltpremiere fand bereits im August 2000 auf dem Montreal World Film Festival statt. Der Film gewann Preise auf mehreren internationalen Filmfestivals.

## Handlung
Die junge Rumänin Wanda arbeitet als Callgirl. Sie ahnt nicht, dass ihr arbeitsloser Nachbar Waller sie regelmäßig mit einer Kamera verfolgt und anschließend die Freier mit den kompromittierenden Videos erpresst. Das Geld, das er von diesen bekommt, wirft er anonym in Wandas Briefkasten. Eines Tages lernen sich Waller und Wanda zufällig im Hausflur kennen. Waller versucht, Wanda näher zu kommen, doch diese weist ihn ab und erklärt, ihr Leben gehe ihn nichts an. Waller bleibt hartnäckig und erfährt, dass Wandas Mann den gemeinsamen Sohn als Pfand hält und sie so zur Prostitution zwingt. Getrieben von seiner Liebe zu ihr befreit er Wanda aus dem Milieu und nimmt sie mit auf eine letzte Tour zu ihren ehemaligen Freiern.

## Filmtechnik und Entstehung
Die Art der Postproduktion, bei der ein auf 35mm Negativ gedrehter Film digitalisiert und anschließend lichtbestimmt und bearbeitet wird, wurde bei Zoom im Jahr 2000 zum ersten Mal in Europa angewandt und ist heute überall Standard. Der Grund hierfür lag in den vielen Nachtszenen, die Jahrreiss ungewöhnlich dunkel geplant hatte, um so die klaustrophobische Grundstimmung des Films zu unterstreichen. Die hierzu gemachten Labortests mit herkömmlicher Technik überzeugten nicht, so dass Jahrreiss und Produzent Michael Schwarz sich dazu entschlossen, das Risiko einer bis dahin unerprobten Bildbearbeitung einzugehen. So wurde Zoom als Pilotprojekt in Zusammenarbeit mit der Firma DigiSiteAg in München fertig gestellt. Hierzu musste auf bis dahin unbekannte Weise die Rechnerleistung hochgerüstet werden, um die extrem großen Datenmengen des Filmes zu verarbeiten. Eine ästhetische Besonderheit des Films war, dass mit einer Digitalkamera gedrehte Aufnahmen qualitativ überzeugend in den Film integriert werden mussten. Der neonfarbene Grünstich hingegen, der dem Film seine besondere Farbigkeit verleiht, wurde laut Jahrreiss und dem Kameramann Hubach bereits bei den Dreharbeiten angelegt und charakterisiert die Einsamkeit der Hauptfiguren.

### Musik
Die Musik stammt von dem Filmkomponisten Martin Todsharow, der gemeinsam mit dem Trompeter Till Brönner einen ungewöhnlichen Soundtrack aus Sound Collagen, Jazz und Minimal Music kreierte.

## Pressezitate

### Deutschsprachige Presse
In der Süddeutschen Zeitung beschreibt Anke Sterneborg, wie der Film „eine entspannte Gelassenheit, einen schönen Blick für das kühle Großstadtklima Berlins“ entwickelt. Wallers „zunächst pragmatischer Blick auf diese schöne Frau aus Rumänien wird immer gefühlvoller […]. So wird aus dem trostlosen Realismus des Arbeitslosen- und Hurenalltags ein Märchen“ und „die Phantasie triumphiert über die Wirklichkeit“.
Für das Filmecho ist es erfreulich, „dass das deutsche Kino mit ZOOM endlich mal wieder einen absolut sehenswerten Film hervorgebracht hat, der in eindrucksvollen Bildern und ohne große Worte eine Liebesgeschichte erzählt.“
Die Berliner Morgenpost lobt die „stilsichere Inszenierung“ und die „zarte Coolness“ des Hauptdarstellers Florian Lukas.
Philip Beste lobt in der Berliner Zeitung, dass der Film die Klischees, die sich in dem Film anbieten würden, geschickt umgeht, „der Humor der Inszenierung unterläuft die Klischees“.

### Internationale Presse
In der Variety beschreibt Derek Elley die „düstere, oft gruselige Tragikomödie“ als „berührende, bizarre Liebesgeschichte“, „wie gemacht, um auf einer großen Leinwand gesehen zu werden“ und „atmosphärisch untermalt mit hauchiger, jazzartiger Musik“. Er lobt die Performance der Hauptdarsteller Solomon und Lukas: „Mit dem Aussehen einer Mischung zwischen Peter Lorre in ‚M‘ und einem Flüchtling aus einem frühen David Lynch Film, balanciert Lukas geschickt die beiden Seiten von Thomas Persönlichkeit“ und „Wanda, überzeugend gespielt von Solomon“.
Der berühmte US Filmkritiker Joel E. Siegel lobt, dass ZOOM Elemente aus Vertigo, Peeping Tom und Bonnie und Clyde zu einem „zwingend fesselnden Film mit einem unverwechselbaren visuellen Stil“ verbindet. „Vollgepackt mit narrativen und formalen Überraschungen ist ZOOM eine der Offenbarungen des diesjährigen Filmfestivals.“

## Awards (Auszug)
Ourense Independent Film Festival 2001:
- Auszeichnung Best Film (Zoom)
- Auszeichnung Best Director (Otto Alexander Jahrreiss)
- Auszeichnung Best Cinematography (Hannes Hubach)
- Auszeichnung Best Actor (Florian Lukas)

SOTCHI International Film Festival 2001:
- Auszeichnung Best Actor (Florian Lukas)